# Robocop

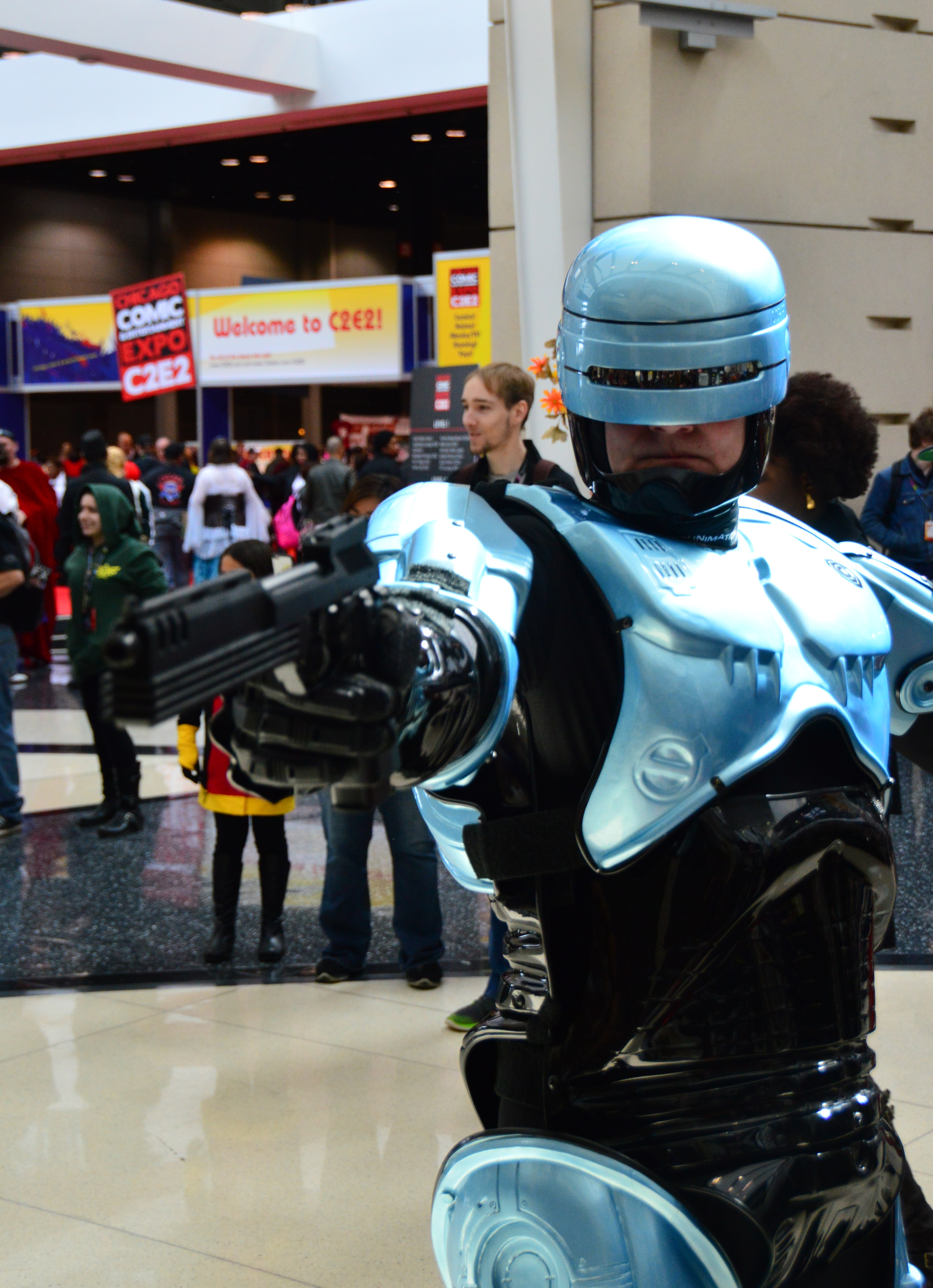
Robocop

Robocop (v anglickém originále RoboCop, v českém překladu robotický policista) je akční sci-fi film USA z roku 1987 režiséra Paula Verhoevena. V hlavní roli představuje policistu Alexe Murphyho (hraje Peter Weller), který je brutálně zavražděn kriminálním gangem a na scénu se vrací jako kyborg. Náklady na natočení byly 13 milionů USD, tržba v Severní Americe téměř 53,5 milionů USD.
Film se dočkal dvou pokračování (Robocop 2 a Robocop 3) a také remaku Robocop z roku 2014. V roce 1994 byl natočen televizní seriál Robocop.

## Děj filmu
Film se odehrává v nedaleké budoucnosti ve městě Detroit. Významná korporace OCP plánuje přestavbu Detroitu na moderní metropoli nazvanou Delta City. Jejich záměru překáží především obrovský rozmach zločinu ve městě. Policie stávkuje a OCP proto přichází s plánem nahrazení lidských policistů roboty. 
Původní projekt člena představenstva Dicka Jonese (Ronny Cox) pod označením ED-209 selže a proto je nápravou pověřen jeho konkurent Bob Morton (Miguel Ferrer), který chce vytvořit robota pomocí pozůstatků zemřelého policisty. Tím se stane Alex Murphy (Peter Weller), kterého při zásahu smrtelně poraní gang nebezpečného zločince Clarance Boddickera (Kurtwood Smith). Murphyho mozek je použit při tvorbě Mortonova projektu – policejního kyborga s označením Robocop. Jeho partnerkou se stává bývala partnerka Murphyho Louisová, která v Robocopovi brzo svého bývalého kolegu rozpozná. 
Robocop bojuje se zločinem a zároveň postupně odhaluje svou původní identitu. Jeho prioritou je rozbít Boddickerův gang a zatknout jeho vůdce. Jones mezitím nechává zabít Mortona. Robocop se s Boddickerem poprvé utkává v jeho tajné továrně na drogy. Ve chvíli, kdy ho zatýká, mu Boddicker prozradí, že je napojený právě na Dicka Jonese z vedení OCP. Boddicker je krátce po svém zatčení díky Jonesovi z vězení propuštěn. Robocop se snaží zatknout Jonese, ale je paralyzován svým programem, ve kterém je pravidlo, že se nesmí postavit představitelům OCP. Jones mu při této konfrontaci prozradí, že stojí za smrtí Boba Mortona, který udělal chybu tím, že se rozhodl nahradit jeho neúspěšný projekt svým vlastním. Jones se poté pomocí robota ED-209 a policie pokouší Robocopa zničit. Toho však na poslední chvíli zachraňuje Levisová, která ho odváží do úkrytu. 
Robocop poté s Levisovou odrazí útok Boddickerova gangu, což se mu také vydaří když Boddickera i všechny jeho kumpány zabíjejí. Robocop se poté vydává do sídla OCP, kde narušuje jednání vedení společnosti a obviňuje Jonese z vraždy Boba Mortona. Jako důkaz přehrává vedení záznam svojí dřívější konverzace s Jonesem, při které se k vraždě Mortona přiznal. Zároveň vedení sděluje, že Jonese nemůže zatknout, jelikož mu v tom brání nařízení chránící představitele OCP. Jones se pokouší uniknout a jako rukojmí bere ředitele celé OCP. Ten mu však sdělí, že je propuštěn, čímž už není pod ochranou Robocopova naprogramování a ten Jonese zabíjí.

## Obsazení
| Peter Weller   | Alex J. Murphy/RoboCop |
| Nancy Allen    | Anne Lewis             |
| Dan O'Herlihy  | šéf OCP                |
| Ronny Cox      | Dick Jones             |
| Kurtwood Smith | Clarence Boddicker     |
| Miguel Ferrer  | Bob Morton             |
| Robert DoQui   | seržant Warren Reed    |
| Ray Wise       | Leon Nash              |

## Videohry
- RoboCop (1988, Amiga, Atari ST, Commodore 64, DOS, ZX Spectrum, Amstrad CPC, NES, Game Boy)
- RoboCop 2 (1990, Amiga, Atari ST, Commodore 64, ZX Spectrum, Amstrad CPC, NES, Game Boy)
- RoboCop 3 (1992, Amiga, Atari ST, Commodore 64, DOS, ZX Spectrum, Amstrad CPC, NES, Game Boy, SNES, Master System, Mega Drive)
- RoboCop Versus the Terminator (1993, SNES, Master System, Mega Drive, Game Boy)
- RoboCop (2001, Game Boy Color)
- RoboCop (2003, Windows, PlayStation 2, Xbox, GameCube)
- RoboCop (2014, iOS, Android)
- RoboCop: Rogue City (2023, Windows, PlayStation 5, Xbox Series X/S)